# Medea (dramat Pierre’a Corneille’a)
Medea (fr. Médée) – tragedia Pierre’a Corneille’a z 1635 roku osnuta na epizodzie z dziejów Medei, który po raz pierwszy opracował literacko Eurypides.

## Data powstania tragedii
Pięć lat twórczości komediowej przyniosło Corneille’owi niemały rozgłos. Pod koniec 1634 roku zaczęto go wymieniać obok tak znakomitych autorów jak Scudéry, Rotrou i du Ryer. Dramaturg, którego aspirację sięgały ponad poziom przyzwoitej rozrywki, postanowił zwrócić się ku tragedii i dać publiczności sztukę, która by nie uroniła ani jednej piękności Eurypidesa i Seneki. Tragedia została wystawiona po raz pierwszy w 1635 roku przez zespół Théâtre du Marais. Pomimo znakomitej obsady odniosła umiarkowany sukces. Corneille w tym czasie został zwerbowany przez kardynała Richelieu do Towarzystwa Pięciu autorów (Compagnie de Cinq Auteurs), swoistego komitetu do spraw sceny. Autor, który dotąd nie korzystał z mecenatu i teraz nie odniósł korzyści z protekcji. Jego stosunki z szefem Towarzystwa nie ułożył się bowiem dobrze i kardynał cierpko ocenił jego udział w pracach zespołu. Utwór został opublikowany w 1639 roku.

## Osoby
| Osoba   | Jej rola w dramacie          |
| ------- | ---------------------------- |
| Kreon   | król Koryntu                 |
| Ajgeus  | król Aten                    |
| Jazon   | mąż Medei                    |
| Polluks | argonauta, przyjaciel Jazona |
| Kreuza  | córka Kreona                 |
| Medea   | królewna kolchidzka          |
| Kleona  | piastunka Kreuzy             |
| Nerina  | służąca Medei                |
| Theudas | domownik Kreona              |

## Treść

### Akt I

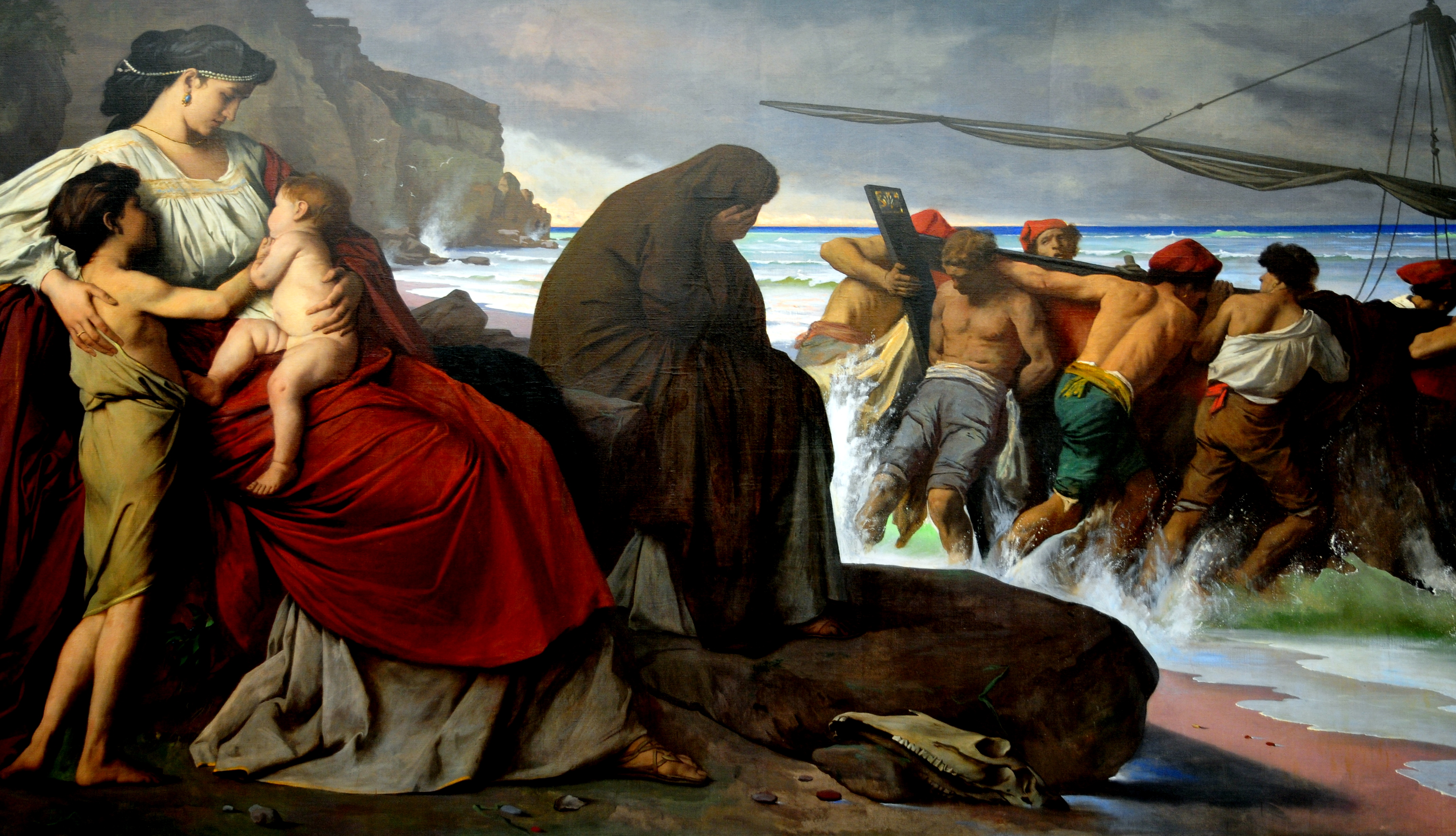
Medea. Anselm Feuerbach. 1870

Polluks spotyka w Koryncie dawno niewidzianego Jazona. Ten wyjawia przyjacielowi, że wkrótce poślubi Kreuzę, córkę Kreona, króla Koryntu. Zdumionemu Polluksowi, który wie, że Jazon jest mężem Medei, wyjaśnia, że wskutek zemsty Medei na jego stryju Peliasie, musieli obydwoje opuścić Jolkos. Ścigani gniewem Akastosa, syna Pelaisa, schronili się w Koryncie. Akastos obległ miasto i zażądał wydania zbiegów. Kreon odmówił, zgodził się jednak wygnać Medeę, a Jazonowi zaproponował ślub ze swą córką. Jazon czuje wyrzuty sumienia, że łamie słowo dane Medei, widzi jednak w tym rozwiązaniu korzyść dla siebie i swych dzieci, które ma z Medeą. Jazon prosi Kreuzę, by zgodziła się, by jego dzieci zostały w Koryncie. Medea szaleje z gniewu i rozpaczy, chce śmierci dla Kreona i Kreuzy i zagłady dla miasta, chce ukarać Jazona. Nerina nakłania ją do pohamowania gniewu w obliczu otaczających ją wrogów.

### Akt II
Nerina obiecuje pomoc swej pani w zemście. Nadchodzi Kreon i żąda, by Medea opuściła miasto, bowiem jej czarów obawiają się zarówno on, jak i wszyscy mieszkańcy Koryntu. Medea wskazuje Kreonowi, że gdyby nie jej pomoc argonauci nie wróciliby z wyprawy żywi. Uważa za niesprawiedliwość ukaranie tylko jej, a nagrodzenie jej wspólnika Jazona, tym bardziej że to Jazon odniósł korzyści z zabicia przez nią jej brata Apsyrtosa i króla Peliasa. Król pozostaje nieugięty, zostawia Medei dzień na opuszczenie miasta i każe w tym czasie strażom pilnować czarodziejki. Oznajmia jej też, że na prośbę Jazona i Kreuzy, pozwolił jej dzieciom zostać w Koryncie.
Kreon zaleca Kreuzie ułagodzić odtrąconego starca, Egeusza, który również zabiegał o jej rękę i studzi zapał Jazona, który gotów bić się z rywalem. Kreuza, prosi Jazona, by zdobył dla niej, za wszelkie skarby Koryntu, przecudną suknię jego żony. Jazon postanawia rozmówić się z Neryną. Kreuza zapewnia Egeusza o swoim szacunku, przekonuje go jednak, że miłość i racja stanu znalazły się w tym wypadku po stronie Jazona. Egeusz czuje się dotknięty, uważa to za przytyk do jego wieku i grozi zemstą.

### Akt III

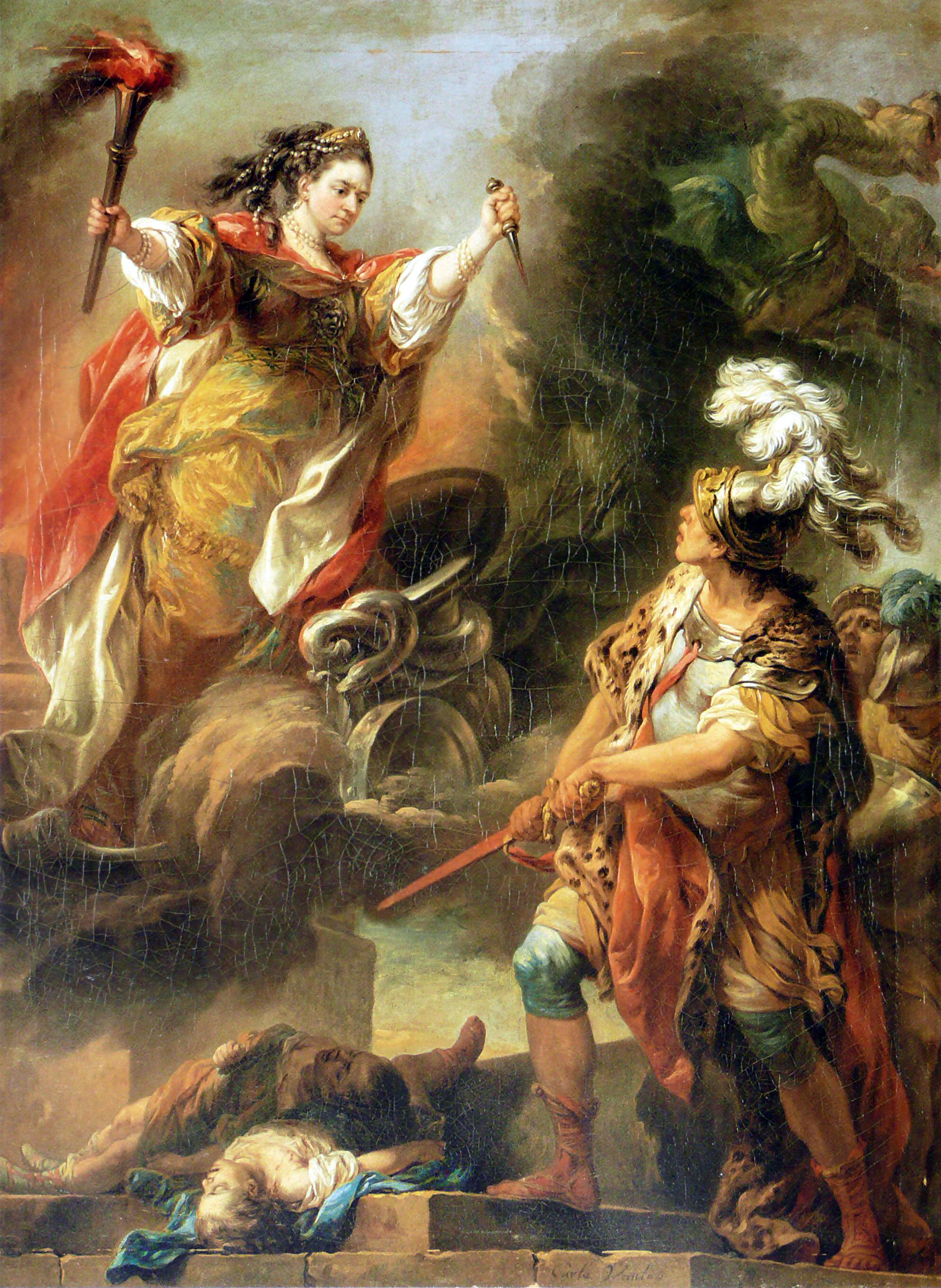
Mlle Clarion jako Medea. Charles Andre van Loo. 1760

Nerina współczuje swej pani i boi się o swój los. Jazon powiadamia ją, że Kreon chce złagodzić tułaczy los jej pani i ma zamiar ją obdarować na drogę złotem. Sugeruje też za łaskę jaką okazał król ich dzieciom, Medea powinna również ze swej strony okazać wdzięczność. Mogłaby podarować Kreuzie swą suknię, która bardzo się królewnie podoba. Nadchodzi Medea i wyrzuca Jazonowi niewdzięczność za wszystko, co dla niego zrobiła. Bez jej pomocy nie wykradłby złotego runa, ani nie uciekł przed pościgiem jej ojca; to ona przywróciła młodość jego ojcu i pomściła krzywdy, które wyrządził mu stryj Pelias. Jazon przekonuje ją, że zdecydował się na ślub z Kreuzą ze względu na dobro dzieci. Medea mu jednak nie wierzy. Kiedy z kolei Jazon twierdzi, że jest zmęczony jej zbrodniami, zarzuca mu, że korzysta z ich owoców. Ostatecznie udaje, że godzi się udać na wygnanie, skoro jest pewna, że on ma się dobrze, byle tylko mogły towarzyszyć jej dzieci, cząstka jej ukochanego. Jazon nie chce się na to zgodzić, bez dzieci nie wyobraża sobie życia. Po jego odejściu Medea jest przekonana, że wie w co uderzyć, by najboleśniej zranić męża.

### Akt IV
Medea przy pomocy jadu węży i mitologicznych potworów oraz ziół zatruwa suknię, którą ma podarować Kreuzie. Nerinę, która ma ją zanieść królewnie, zapewnia że zaklęcie działa tylko przeciw obdarowanej i jej ojcu. Nerina opowiada, że Egeusz próbował zbrojnie zdobyć Kreuzę, został jednak pokonany przez Jazona i wtrącony do więzienia. Kreon dziękuje Polluksowi za pomoc w walce przeciw Egeuszowi. Nabiera też przekonania, że Medea pogodziła się z losem i jest mu wdzięczna za opiekę nad dziećmi, bo przesłała Kreuzie w darze swą najpiękniejszą suknię. Polluks obawia się jej darów, podejrzewając podstęp, ale Kreon lekceważy jego obawy. Medea, przy pomocy czarów, uwalnia z więzienia Egeusza, zapewnia sobie dzięki temu schronienie po dokonaniu zemsty, nie chce jednak pomocy wdzięcznego Egeusza w jej dokonaniu.

### Akt V
Theudas powstrzymany czarami przez Medeę oznajmia jej, że po sprawdzeniu sukni na służącej, założyła ją Kreuza i natychmiast suknia zaczęła płonąć i wżerać się w jej ciało. Ogień przeszedł potem na Kreona, który próbował jej pomóc. Jazon w tym czasie odprowadzał Polluksa i o niczym dotąd nie wie. Medea jest syta zemsty na Kreuzie i Kreonie, chce jednak ugodzić swego męża jeszcze dotkliwiej w jego ojcostwie. Kreon wzywa bogów, by uratowali jego córkę i przebija się mieczem. Nadchodzi przerażony Jazon. Kreuza cieszy się, że jeszcze raz, przed śmiercią, mogła ujrzeć ukochanego, prosi go, by nie odbierał sobie życia, lecz pomścił jej śmierć. Umiera w ramionach swego niedoszłego męża. Jazon pełen obaw o los swych dzieci spotyka Medeę na pałacowym balkonie. Medea ukazuje mu ubroczony we krwi sztylet jako dowód śmierci ich dzieci. Drwi sobie z jego pogróżek, nic jej nie uczyni, odlatuje bowiem na zaprzężonym w smoki rydwanie. Porażony ogromem straty i swą bezradnością wobec potęgi żony, Jazon powierza zemstę bogom i popełnia samobójstwo.

## Charakterystyka utworu
Corneille wbrew oczekiwaniom publiczności i modzie wybrał temat nie z historii starożytnej, ale z mitologii uwypuklając w barokowy sposób jego okropność. Uważał, że widownią wstrząśnie groza spektaklu, który przedstawia zbrodnię w triumfalnym rydwanie. Częściowo Medea tkwi jeszcze w świecie komedii. Jazon – łowca królestw – przypomina wcześniejszych, komediowych, bohaterów Corneille’a, uganiających się za majątkiem, choć przemawia może z większą swadą i samochwalstwem. Główna bohaterka staje poza dobrem i złem. W imię należnych je praw przeciwstawia się krzywdzicielom, licznym wrogom i utartym sądom. Nie pozwala sobie na słabość. Ostatecznie ulatuje w przestworza, ku wolności. Swoim zbrodniczym postępowaniem spycha Korynt w absurd i zwycięża. Zdaniem badaczy Medea, czarny anioł, nie reprezentuje poglądów Corneille’a na temat prawdziwego bohaterstwa. Dramaturg daje w jej postaci próbę przedstawienia heroicznego stoicyzmu, z którego się ostatecznie wycofa. Potężną indywidualność głównej bohaterki dramatu będzie jednak w nowych wariantach w kolejnych sztukach rozwijał.